# Hiredoddavadi, Tumkur
Hiredoddavadi là một làng thuộc tehsil Tumkur, huyện Tumkur, bang Karnataka, Ấn Độ.